# サンタ・マリア・ノヴェッラ薬局

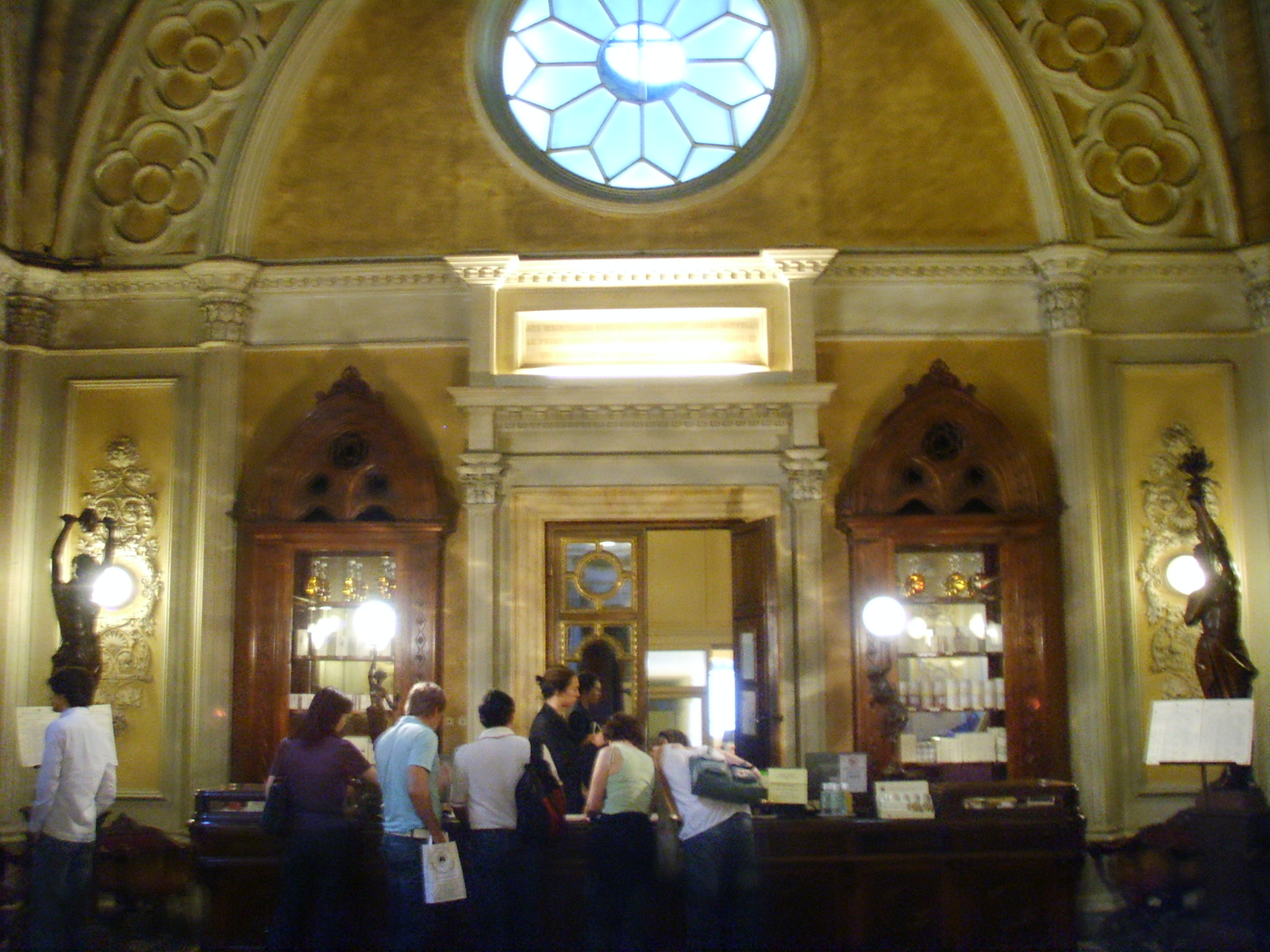

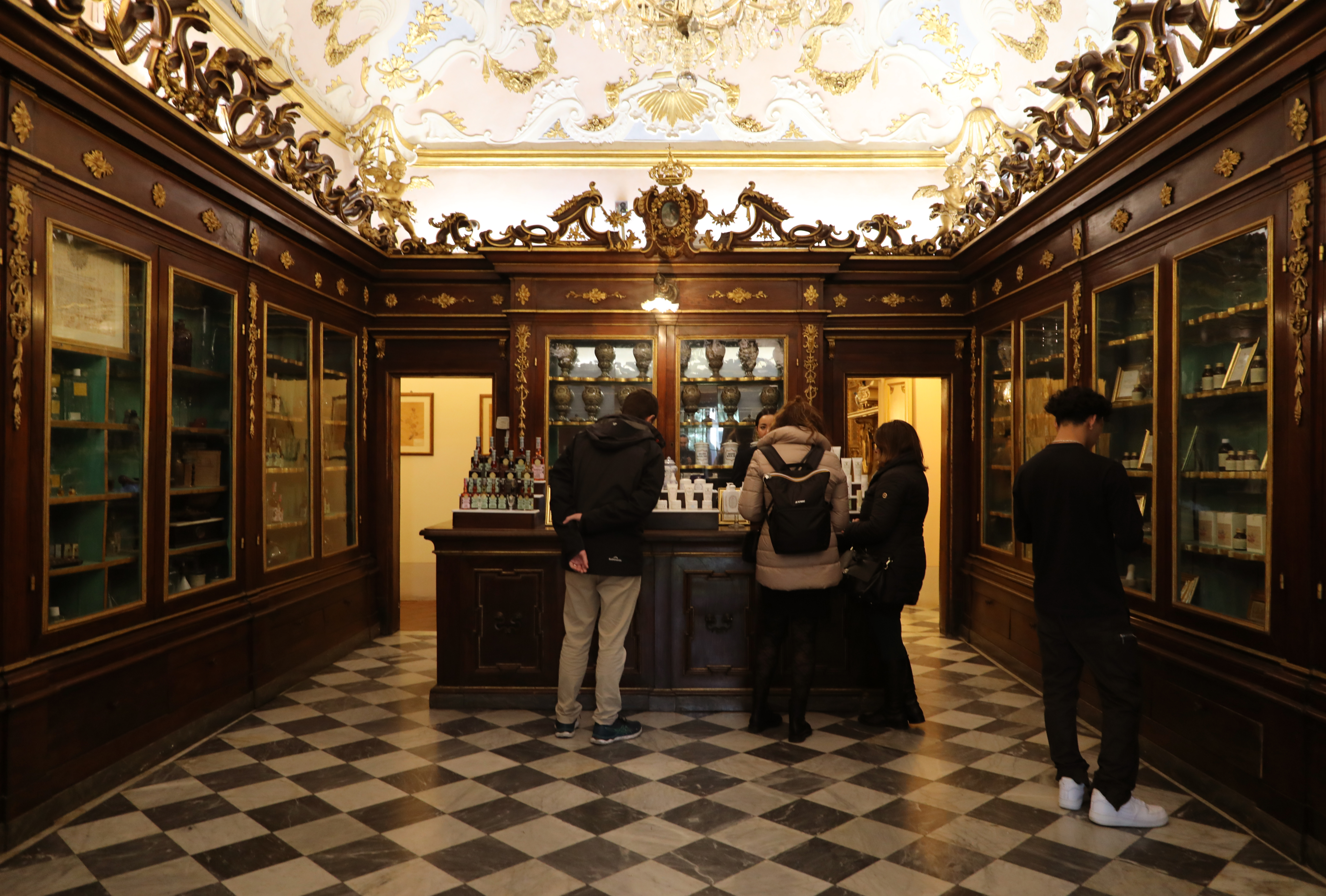

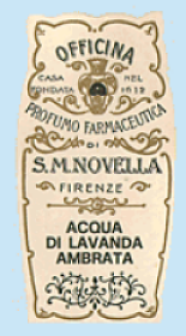
Acqua Di Lavanda.

サンタ・マリア・ノヴェッラ（Officina Profumo-farmaceutica di Santa Maria Novella）は、イタリア・フィレンツェに所在する、現存する世界最古の薬局。

## 歴史
起源は13世紀まで遡り、1221年フィレンツェに移住してきたドミニコ会の修道院サンタ・マリア・フラ・レ・ヴィニェ（Santa Maria Fra Le Vigne ブドウ畑の中のサンタ・マリアの意）の修道僧たちが薬草を栽培して薬剤を調合していたのが始まり。この修道院は後のサンタ・マリア・ノヴェッラ教会へと発展する。1612年には薬局として認可され、一般営業を開始。ヨーロッパ諸侯が顧客リストに名を連ねた。創業についての助言と協力のあったトスカーナ大公（メディチ家）からは王家御用達製錬所の称号を受ける。
高品質な製品を世に出したきた歴史の中でも特に意味を持つものは、フランス王家のアンリ2世に嫁ぐカテリーナ・デ・メディチのために考案した「アックア・デッラ・レジーナ（王妃の水）」（L'acqua della regina）で、これは後の18世紀にイタリア人の薬剤師によってケルンで作られ、「アクア・ディ・コローニア」（ケルンの水、オーデコロン）と呼ばれるようになったというオーデコロン起源のひとつとして伝えられている。「アックア・デッラ・レジーナ」は現在でも「サンタ・マリア・ノヴェッラ」というブランド名を冠したオーデコロンとして売られている。
薬局だけあって、かつては気絶した際の気付け薬の「アチェート・ディ・セッテ・ラドリ（香料酢）」や、鎮痛剤や目薬の「アックア・ディ・ローゼ（薔薇水、ローズ・ウォーター）」なども製造していた。
今日に至っても800年以上の歴史を持つ伝統を守り、オーデコロンや石鹸、ボディーケア、スキンケア、ヘアーケア、マウスケア、シェービング、といったラインナップの製品を昔からのレシピに基づいて作り続けており、高品質な商品は世界中の人に愛されている。

## 日本における店舗展開
日本ではヤマノ・アンド・アソシエイツなどの複数の企業がフィレンツェの本店と提携して、店舗を展開している。京都にはレストラン併設のショップがある。（レストランの運営は株式会社フクナガが行っている。）